# Valeriy Nepomnyashchiy
Valeriy Nepomnyashchiy é um ex-futebolista e treinador de futebol russo. Ele dirigiu a Seleção Camaronesa de Futebol na Copa do Mundo FIFA de 1990, sediada na Itália. Camarões terminou na sétima colocação dentre os 24 participantes.